# Václav Grubhoffer
Václav Grubhoffer (* 19. října 1981 Polička) je v současné době (2024) docentem ústavu romanistiky na Filozofické fakultě Jihočeské univerzity. Vyučuje na Jihočeské univerzitě předměty ústavu romanistiky, například Dějiny románských zemí, Italské reálie či Italský jazyk.

## Životopis
Václav Grubhoffer se narodil v rodině biochemika, parazitologa a vysokoškolského pedagoga Libora Grubhoffera a Hany, rozené Štrofové. Ze stejného manželství má bratra Marka (* 1989), po druhém sňatku jeho otce pak také sestru Annu (* 2004).
V letech 1993–2001 absolvoval Biskupské gymnázium J. N. Neumanna v Českých Budějovicích. Poté vystudoval na Filozofické fakultě Jihočeské univerzity obor kulturní historie (2001–2007) a v roce 2013 získal doktorát z českých dějin. V letech 2016–2019 pak tamtéž absolvoval magisterské studium italského jazyka. Roku 2022 složil habilitační řízení v oboru historie na Filozofické fakultě Masarykovy univerzity.

### Ocenění
- 2005 – Cena Josefa Šusty[3]
- 2015 – Cena Zdeňka Horského[4]
- 2020 – Cena rektora Jihočeské univerzity[5]

## Dílo

### Monografie
- Pod závojem smrti: Poslední věci Schwarzenbergů v letech 1732-1914
- Zdánlivá smrt: Noční můra osvícenské Evropy
- Zrcadlo duše a doby: Italská knihovna Marie Ernestiny z Eggenbergu